# Казабона
Казабо̀на (на италиански: Casabona, на местен диалект Casivònu, Казивону) е малко градче и община в Южна Италия, провинция Кротоне, регион Калабрия. Разположено е на 304 m надморска височина. Населението на общината е 2805 души (към 2012 г.).